# Tromm
Die Tromm ist ein markanter Bergrücken im Odenwald im Südosten des Kreises Bergstraße in Südhessen, der sich östlich des Weschnitztales (mit den Dörfern Mörlenbach und Rimbach) rund 400 m über das Tal erhebt und an seinem höchsten Punkt eine Höhe von 576,8 m ü. NHN erreicht. 

## Geographie

### Lage
Die Tromm liegt im mittleren Odenwald zwischen dem Weschnitztal mit der Gemeinde Rimbach im Westnordwesten und dem Ulfenbachtal mit der Gemeinde Grasellenbach und dem Wald-Michelbacher Ortsteil Affolterbach im Osten. Der Gipfel der Tromm liegt auf der Gemarkung von Rimbach. Am Osthang des Tromm-Höhenzuges liegt der Ortsteil Tromm der Gemeinde Grasellenbach.

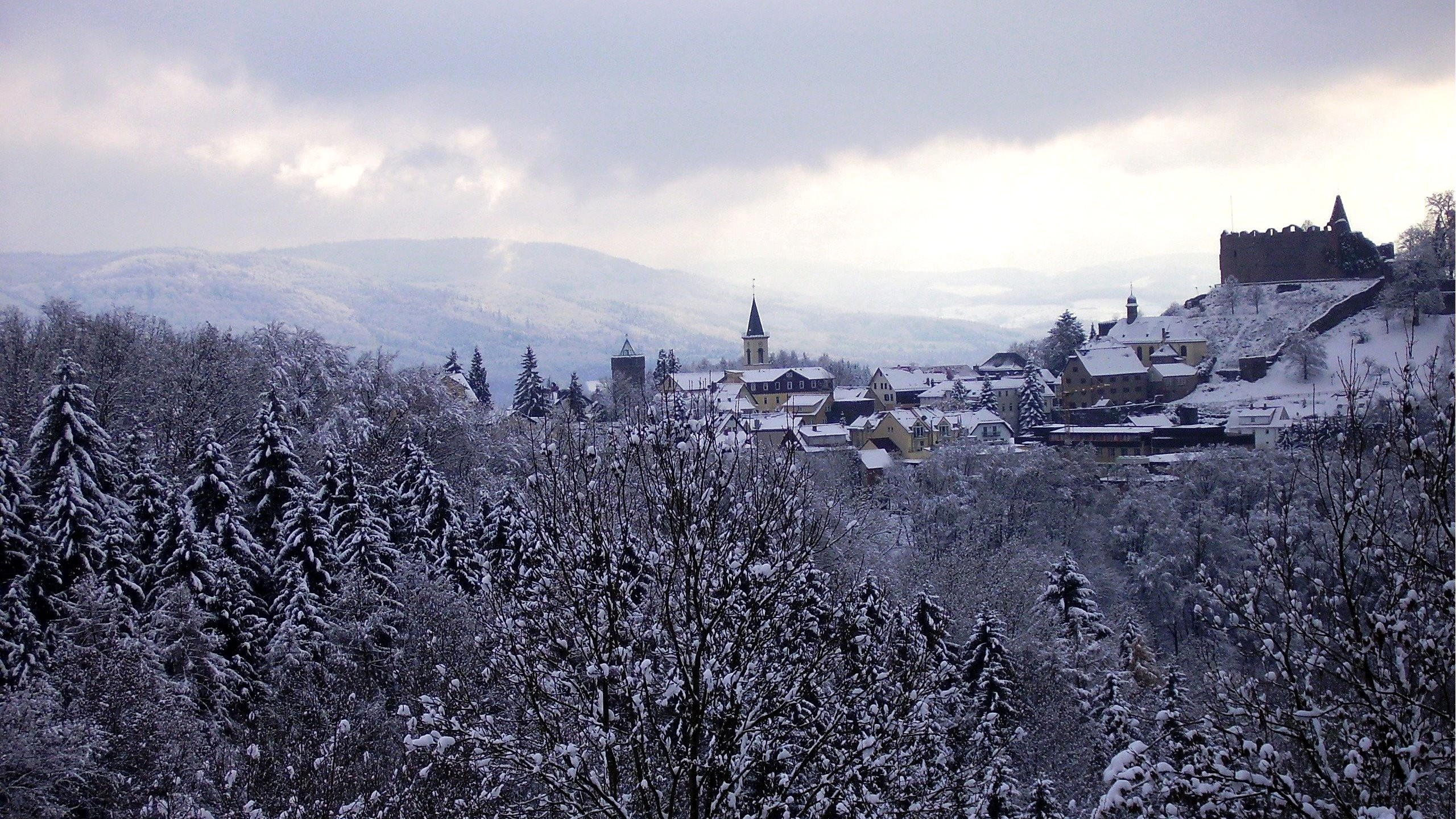
Blick über Lindenfels zur Tromm
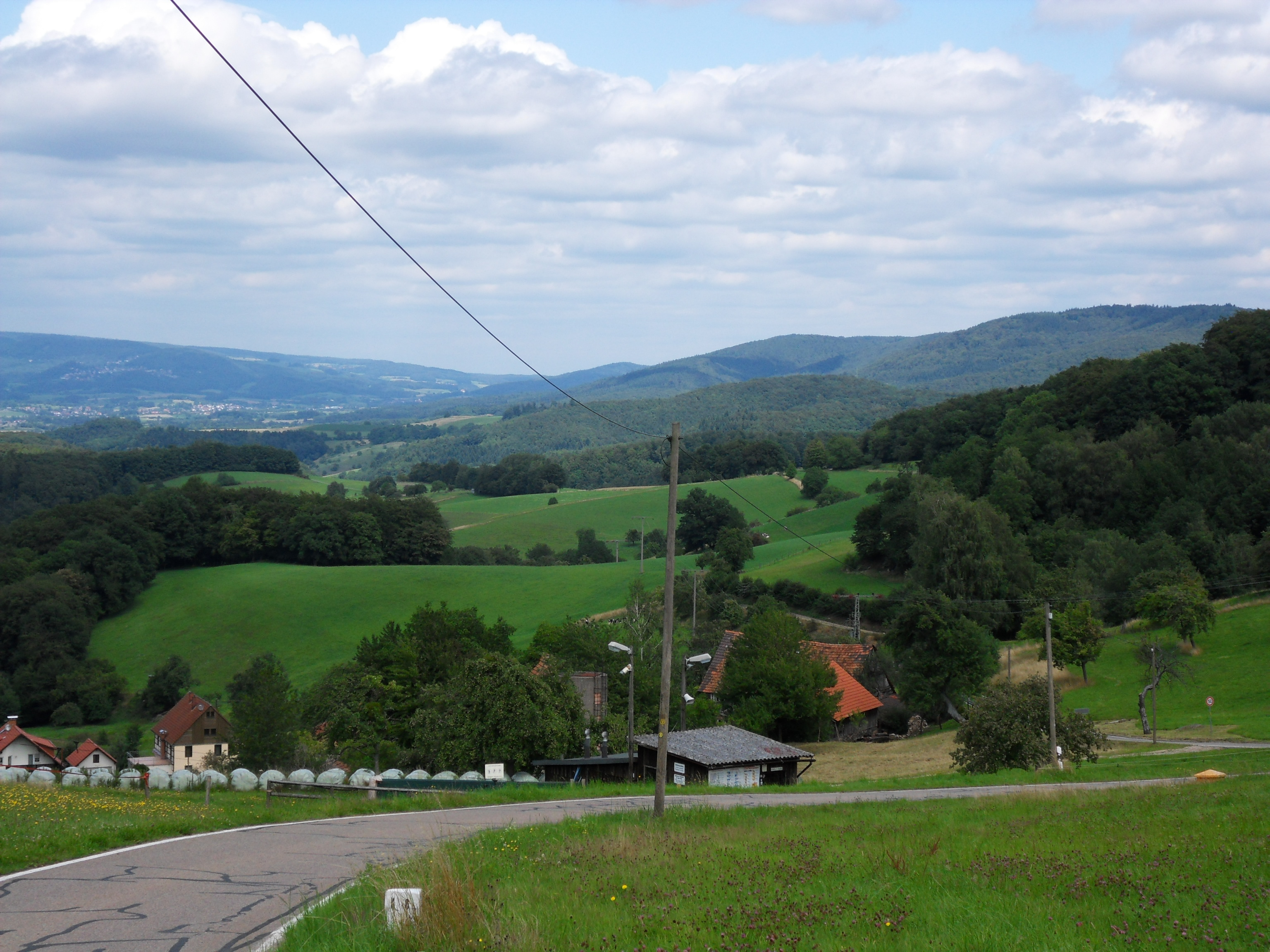
Nach Norden über Schnorrenbach zur Tromm und ins Weschnitztal
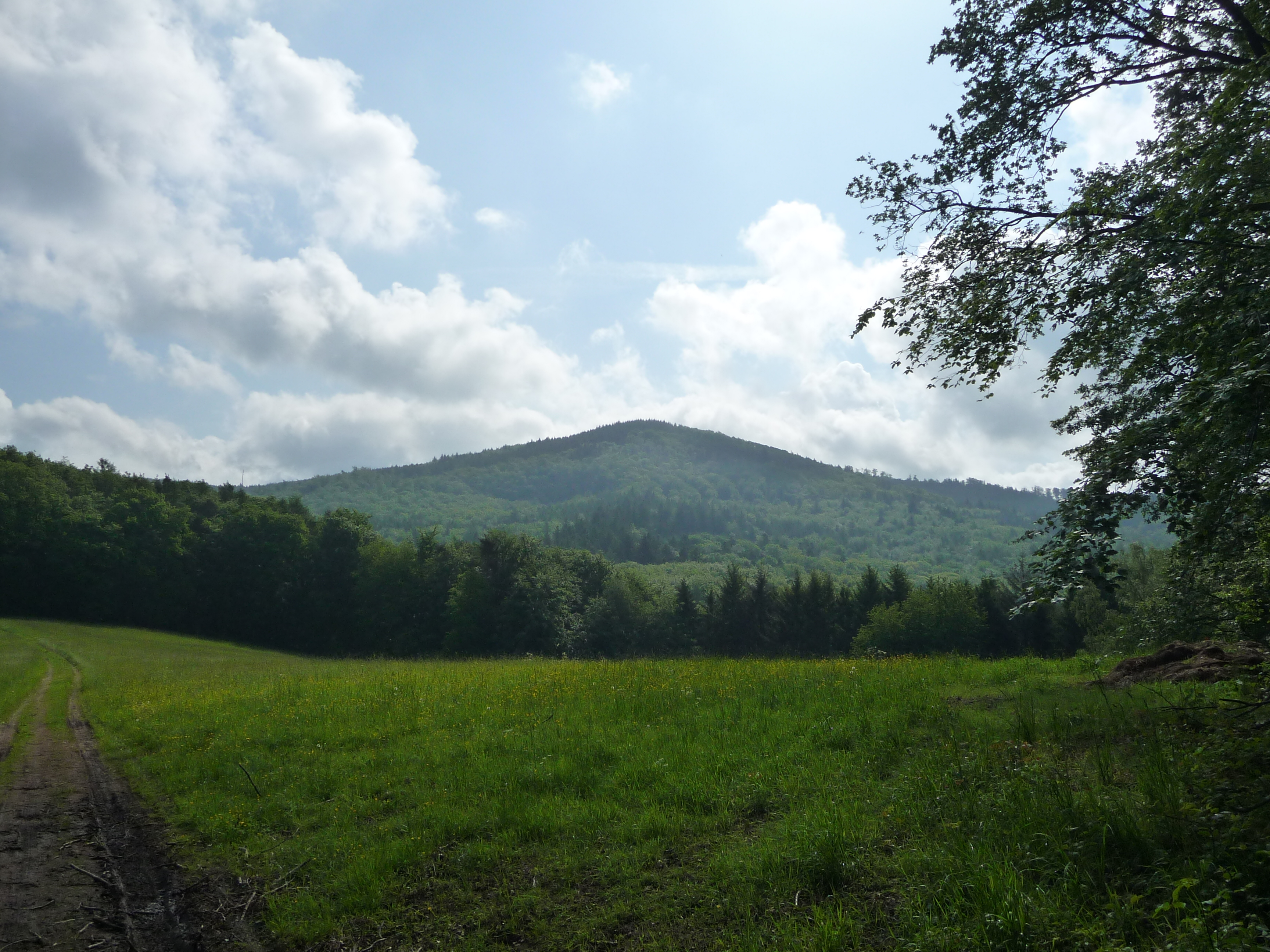
Blick von Westen von Bannelshöhe in der Nähe von Zotzenbach

### Geomorphologie
Der bewaldete, in Nord-Süd-Richtung verlaufende Tromm-Höhenzug besitzt auf seiner Westseite, zum Weschnitztal hin, einen steilen Anstieg, während sich nach Osten, im Bereich des Überwalds, das Gelände im Übergang zum Buntsandstein-Odenwald sanfter abdacht und eher als ein Plateau erscheint.

### Geologie

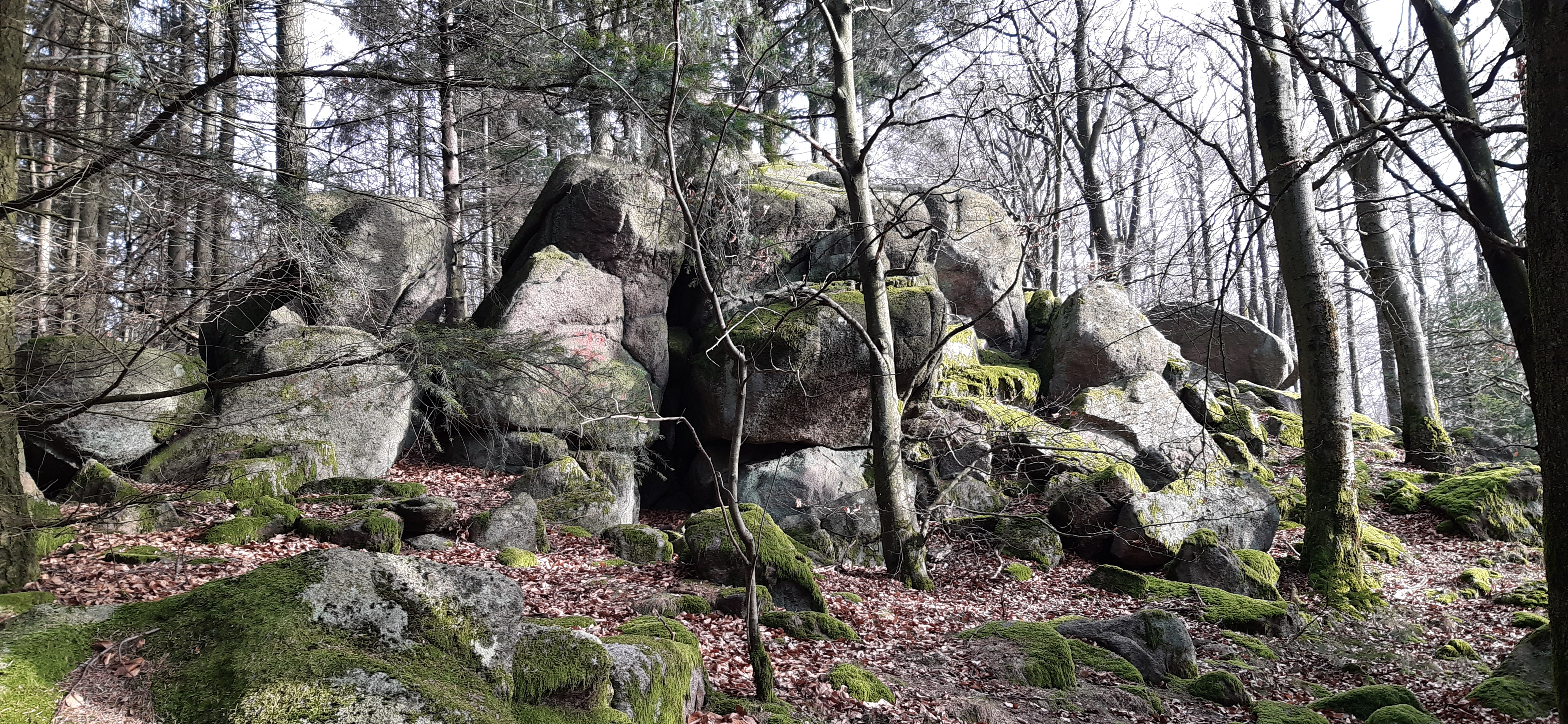
Trommgranit Felsengruppe am Sporn unterhalb des Turmes

Den Untergrund des Tromm-Höhenzugs bildet der Trommgranit, ein ausgedehnter Pluton aus Biotitgranit, der in der späten Phase der Variskischen Gebirgsbildung vor ca. 320 Millionen Jahren entstand.   Die Tromm weist zahlreiche markante Felsengruppen auf, die den durch Wollsackverwitterung veränderten Granit zeigen (siehe auch: Geologie des Odenwaldes).

### Schutzgebiete

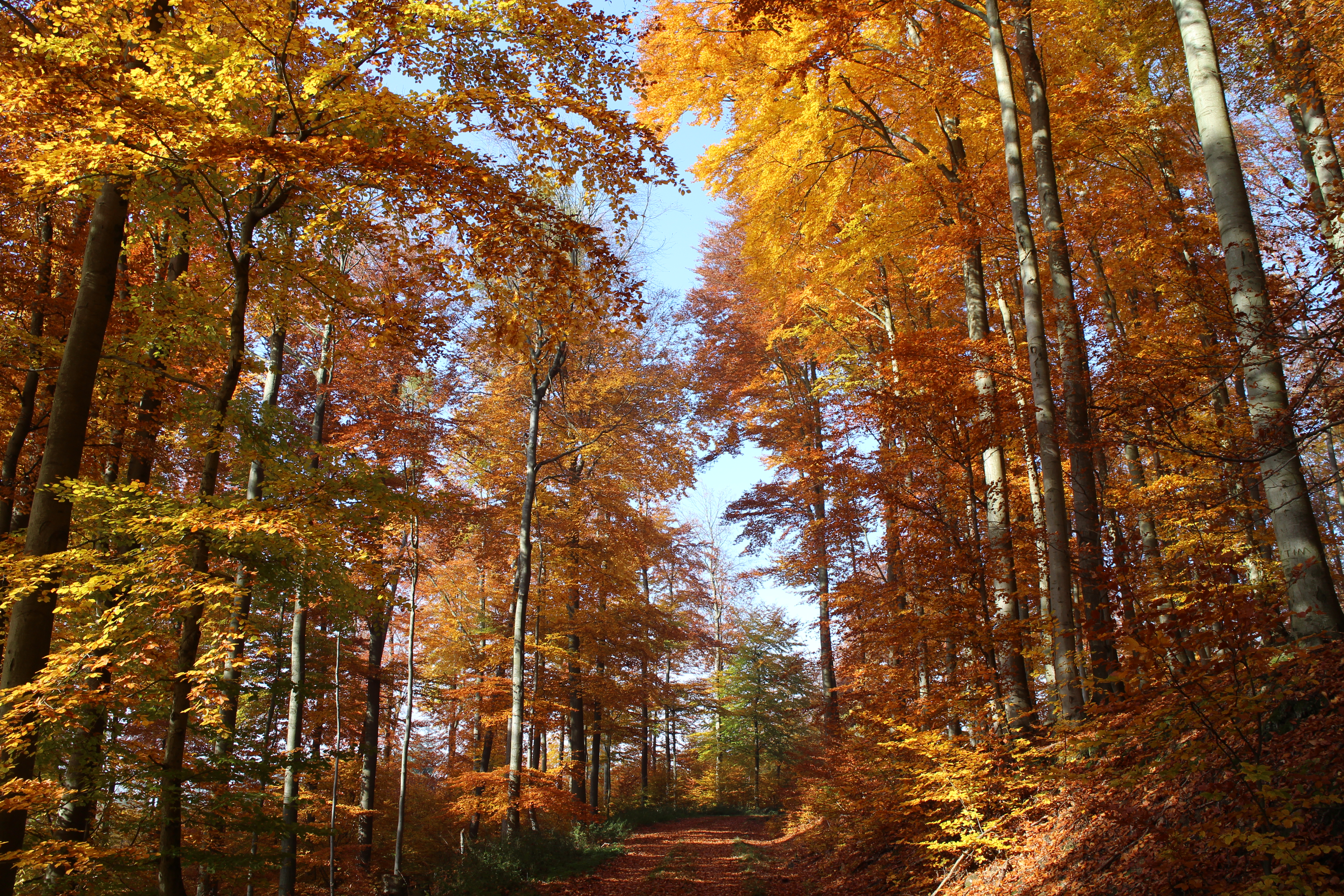
Buchenwald am Trommabhang bei Zotzenbach

Der Westhang der Tromm liegt im Fauna-Flora-Habitat-Gebiet Tromm (FFH-Nr. 6318-304; 3,2167 km²), einem Natura-2000-Gebiet.
Sein Schutzzweck ist definiert als: Abschnitt der waldreichen Mittelgebirgslandschaft des Vorderen Odenwaldes mit dem in Nord-Süd-Richtung verlaufenden Tromm-Höhenzug sowie einem fein verzweigten Gewässernetz, wobei Schlucht- und Hangmischwälder sowie Hainsimsen-Buchenwälder die markanten Lebensraumtypen sind.

## Ireneturm

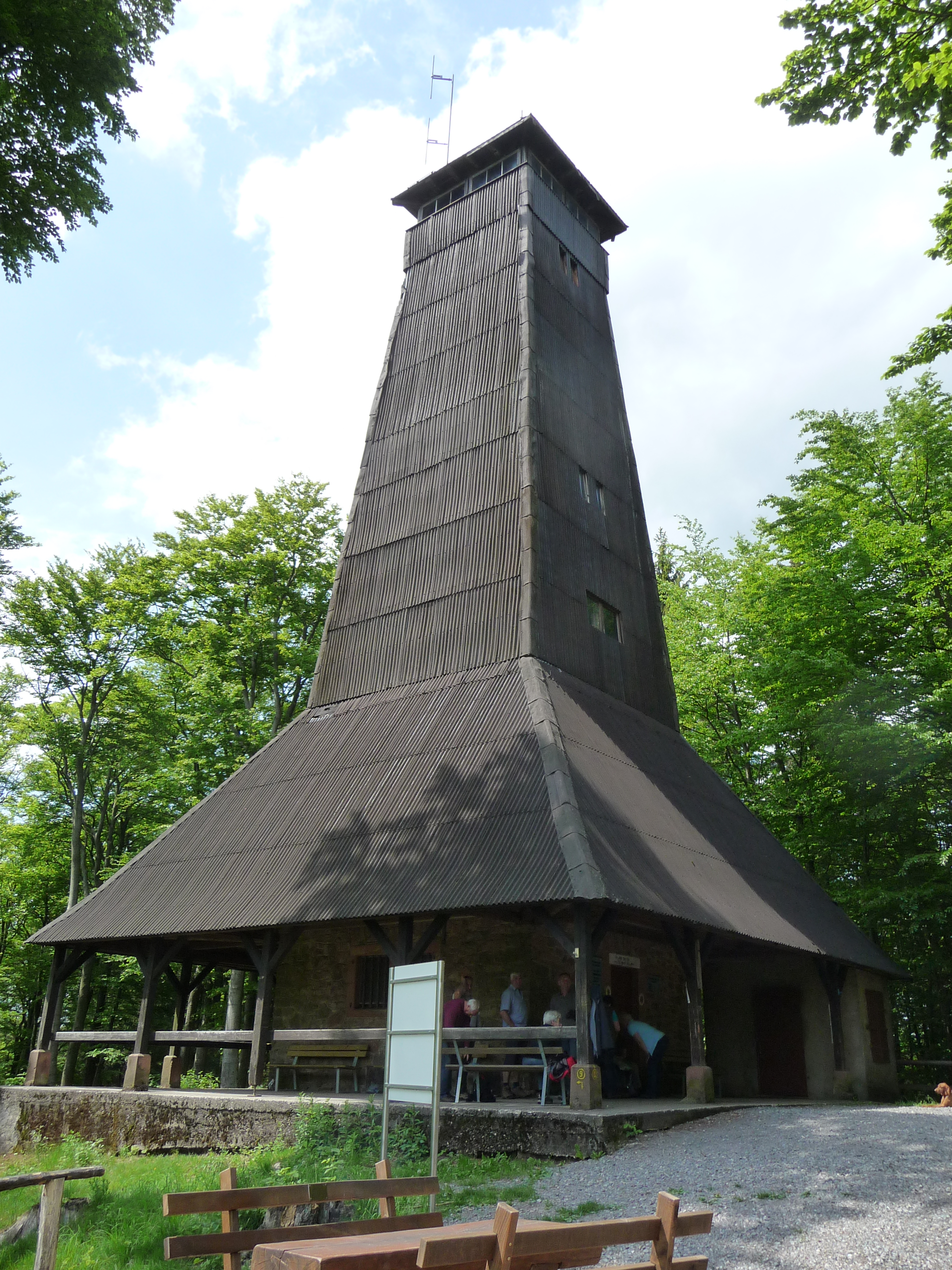
Alter Ireneturm auf der Tromm (vor dem Rückbau im Jahr 2020)

Der markante Ireneturm (manchmal auch Irenenturm genannt) war ein Aussichtsturm, der nach der Prinzessin Irene von Hessen-Darmstadt benannt wurde und bis zu seinem Rückbau im Jahr 2020 eines der Wahrzeichen der Region Überwald war.
Der Ireneturm wurde 1890 zunächst mit einer Höhe von 23 m westlich der Gipfelhöhe errichtet, musste aber 1907 wegen Baufälligkeit abgerissen werden. Der 1910 an gleicher Stelle neu erbaute, 27 m hohe Aussichtsturm, stand in der Gemarkung von Zotzenbach, einem Ortsteil von Rimbach, während die eigentliche Gipfelhöhe zur Gemarkung Kocherbach, einem Ortsteil von Wald-Michelbach, gehört. Zum 100-jährigen Jubiläum des zweiten Ireneturms im Jahr 2010 wurde das Eigentum an die Gemeinde Rimbach übertragen. Seit dem 2. Mai 2013 war der Turm aus Sicherheitsgründen gesperrt. Er bestand über dem gemauerten Sockelbau im Wesentlichen aus Weichholzelementen, in die der Borkenkäfer und Fäulnis eingedrungen waren. Nachdem seit 2015 feststand, dass der Turm nicht mehr saniert werden konnte, wurde 2017 beschlossen, einen neuen, etwas höheren Turm zu errichten. Es war geplant, diesen zu 80 % mit Fördergeldern für das Projekt Geozentrum Tromm zu finanzieren. Ende 2020 wurde der hölzerne Oberbau des Turms abgetragen und es steht nur noch der untere Mauerwerkssockel.

## Trommturm

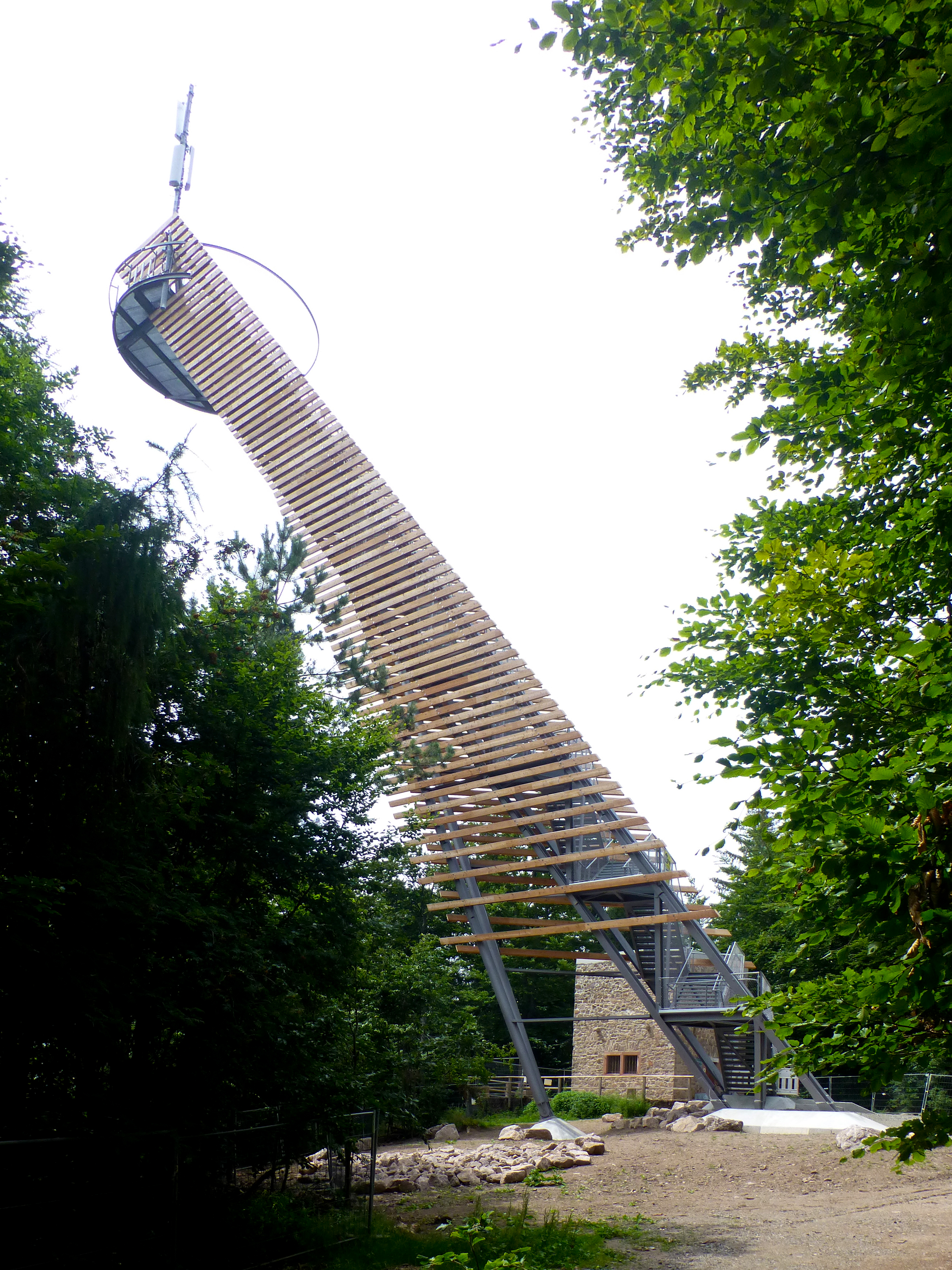
Neuer Trommturm

Im Frühjahr 2022 wurde schließlich etwas südlich vom alten Turm der 34 m hohe Trommturm (im Volksmund auch „Schiefer Holger“) als neuer Aussichtsturm errichtet, nach einem Plan der Architekten Pahl + Weber-Pahl Planungsgesellschaft mbH & Co. KG, Darmstadt mit den Tragwerksplanern Ing.-Büro Bollinger + Grohmann GmbH, Frankfurt/Main. Er ist eine um 35,7° nach Westen geneigte Stahlkonstruktion mit seitlich angebrachten Holzverkleidungen und wird wegen seiner starken Schräglage auch Himmelsleiter genannt. 16 Treppenläufe mit insgesamt 192 Stufen führen kaskadenförmig zur runden Aussichtsplattform, die auf ca. 33,6 m Höhe über dem Waldboden liegt und an deren Südseite ein Antennenmast angebracht ist. Die Fundamente des insgesamt ca. 60 t schweren Neubaus sind mit 10 m langen Stahlankern im Granitgestein verankert. Nach Abschluss der Erdarbeiten und der Sanierung des vom alten Ireneturm verbliebenen Sockelbaus wurde der Trommturm Ende Juli 2022 eröffnet und am 3. September 2022 offiziell eingeweiht. Der neue Trommturm wurde im Rahmen des interkommunalen Kooperationsprojekts Geozentrum Tromm der drei Gemeinden Rimbach, Grasellenbach und Wald-Michelbach errichtet, das dafür Fördermittel aus dem Bundesprogramm „Nationale Projekte des Städtebaus“ einwerben konnte.
Die Aussichtsplattform des Turms bietet durch die zentrale Lage einen hindernislosen Rundblick über den Odenwald. Nach Westen reicht der Blick über das Weschnitztal und die Rheinebene hinweg bis zu Pfälzerwald und Donnersberg (63 km). Im Norden lässt sich der Taunus mit dem Großen Feldberg (74 km) erkennen, im Osten der Spessart sowie im Südosten der Katzenbuckel (23 km). Im Süden ist bei klarer Sicht der Nördliche Schwarzwald zu  sehen und im Nordnordosten der Vogelsberg (106 km). Bei sehr guter Fernsicht reicht der Blick im Nordosten bis zur Rhön in 120 km Entfernung und im Südwesten bis zu den Vogesen in einer Distanz von über 170 km.

360°-Panoramaaufnahme von der Aussichtsplattform
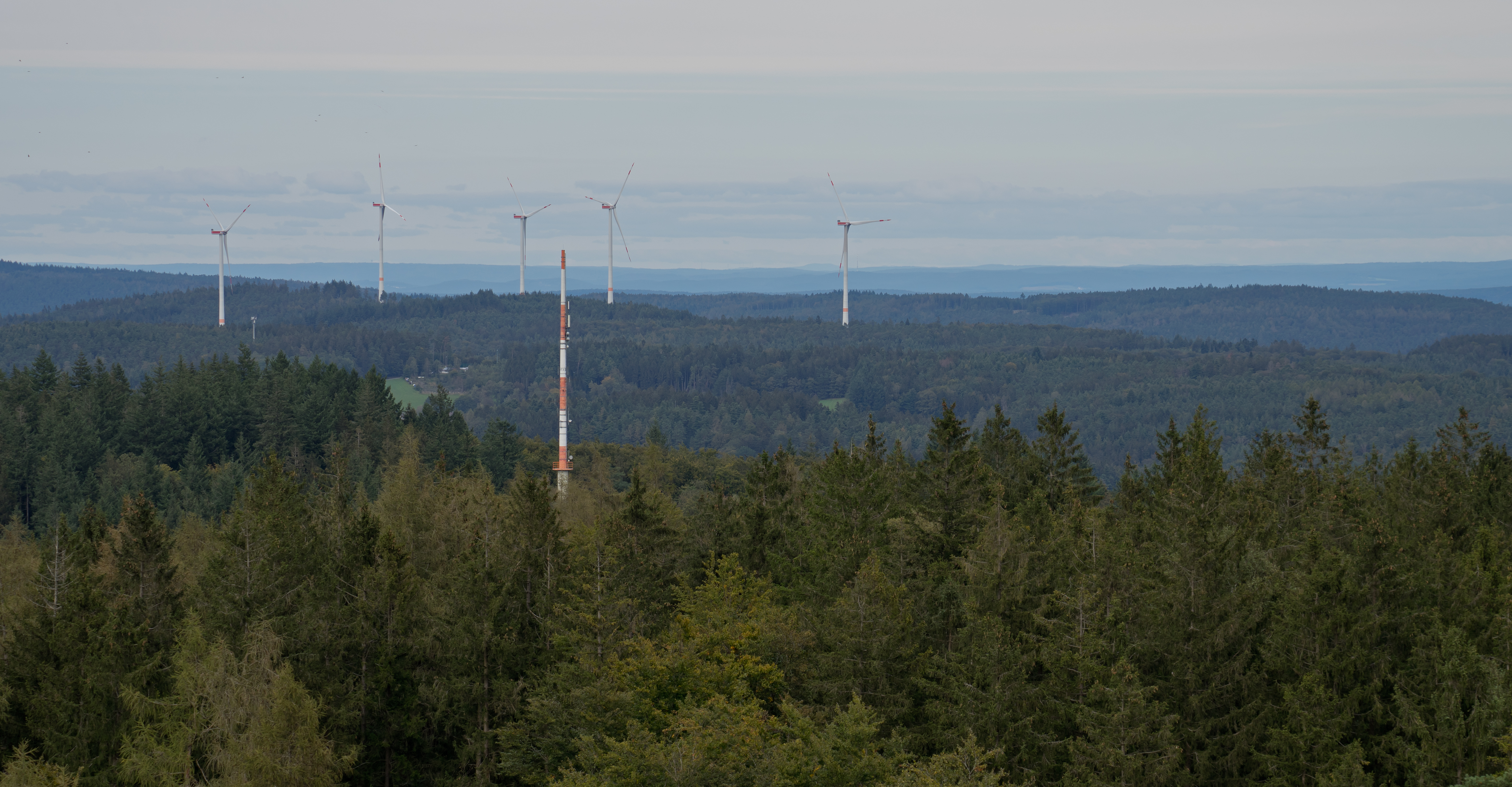
Fernsicht zur Rhön
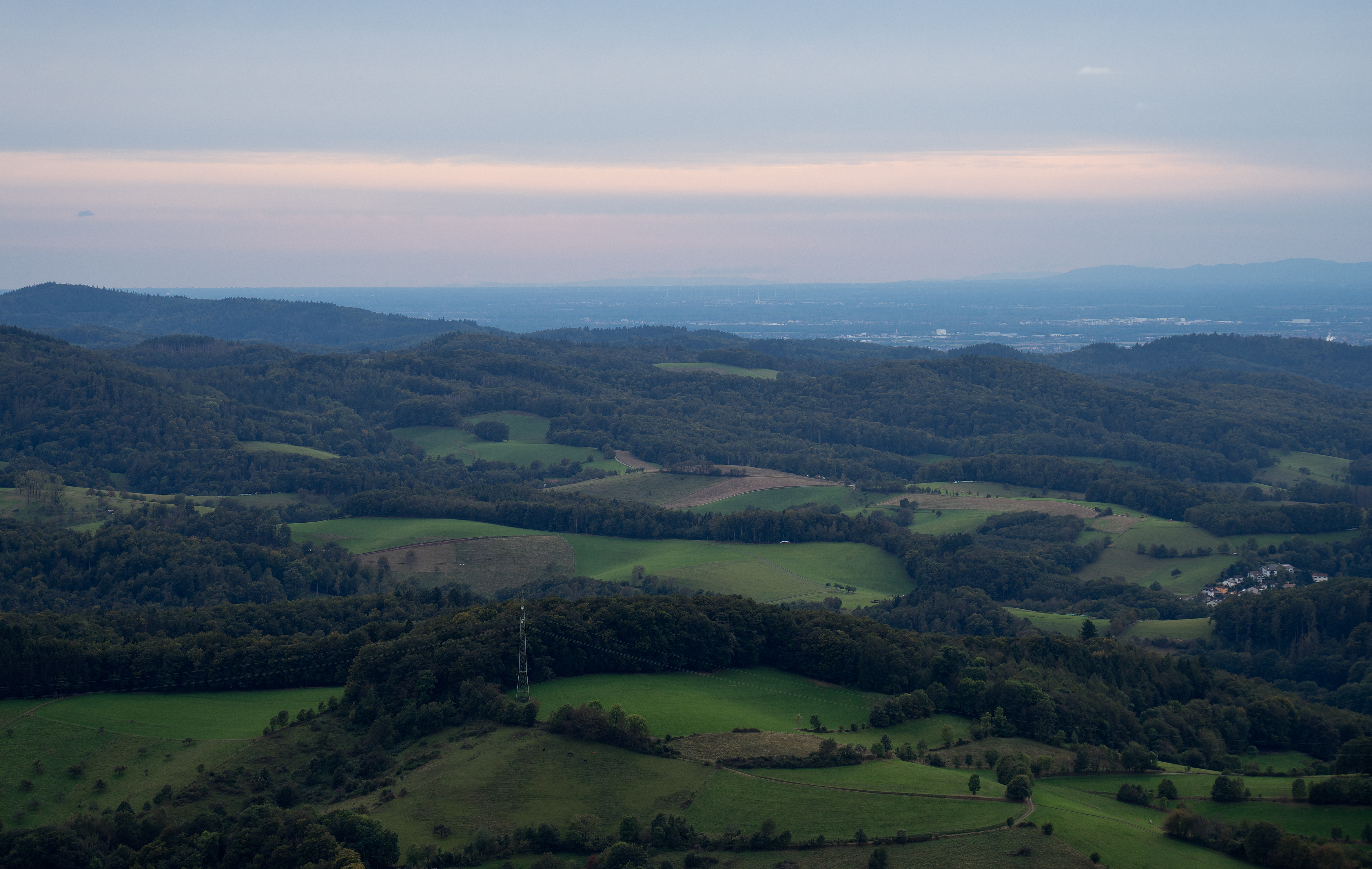
Fernsicht zu den Vogesen

## Dreimärker-Stein
Etwa 100 m nordöstlich vom Ireneturm befindet sich als Grenzstein ein sogenannter Dreimärker-Stein, der die hier verwickelten Herrschaftsverhältnisse im Überland darstellt, die durch einen Flickenteppich von mittelalterlichen Grundherrschaften vornehmlich der Kurpfalz, von Kurmainz und dem Haus Erbach gekennzeichnet waren. Er ist einer der wenigen noch erhaltenen Dreiwappensteine im Odenwald. Mainzer Rad, Kurpfälzer Raute und Erbacher Drei Sterne Wappen mit der Jahreszahl 1741 sind noch gut auf dem ca. 50 cm hohem Stein in Form eines Prismas mit gleichseitigem Dreieck als Grundfläche auf jeder Seitenfläche zu sehen.

## Pilgerweg Camino Incluso

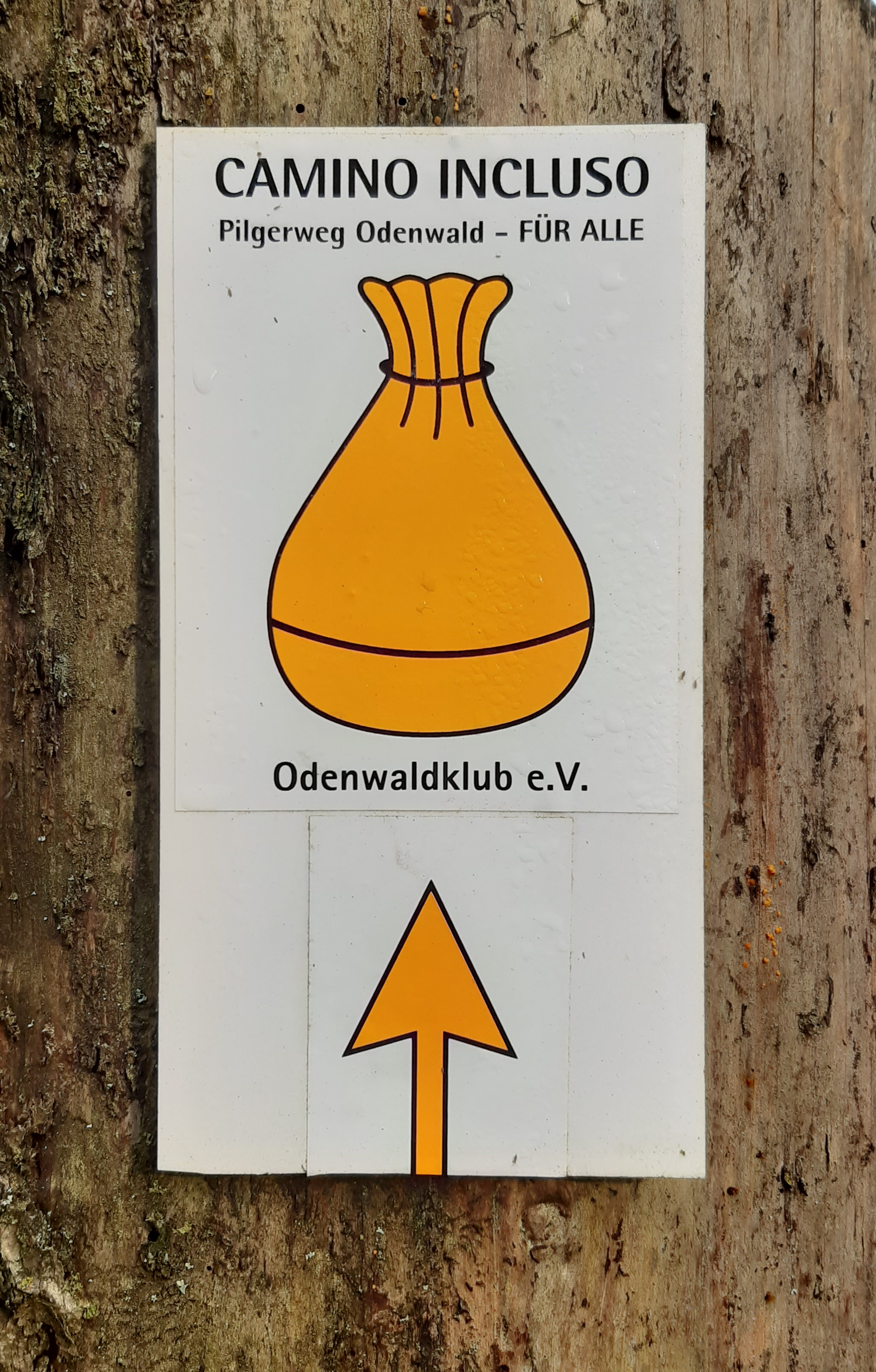
Das Wegkennzeichen

Über den Höhenrücken der Tromm entlang führt der 84 km lange Pilgerweg Camino Incluso von Bensheim-Auerbach in den Odenwald und über dessen Höhenzüge bis nach Heidelberg. Er orientiert sich am Jakobsweg und ist als Zubringer zum pfälzischen und badischen Jakobsweg gedacht. Sein Wegkennzeichen ist ein Gelber Pilgerbeutel, geschaffen von den Schülern der SRH Stephen-Hawking-Schule (ein staatlich anerkanntes sonderpädagogisches Bildungs- und Beratungszentrum mit dem Förderschwerpunkt körperliche und motorische Entwicklung) in Neckargemünd.
Die Idee für den Weg ist es, einen Pilgerweg für Alle zu schaffen, nicht nur für unterschiedliche körperliche Voraussetzungen, sondern auch unterschiedliche Voraussetzungen bezüglich Religion oder Spiritualität. Im Vordergrund soll das Unterwegssein liegen und ein gemeinsames Bewältigen des Weges über körperliche oder geistige Schranken hinweg und der Möglichkeit spirituelle Erfahrungen zu machen.

## Sendemast
Auf dem nordöstlichen Ausläufer des Höhenrückens befindet sich ein Sendemast.

## Wintersport

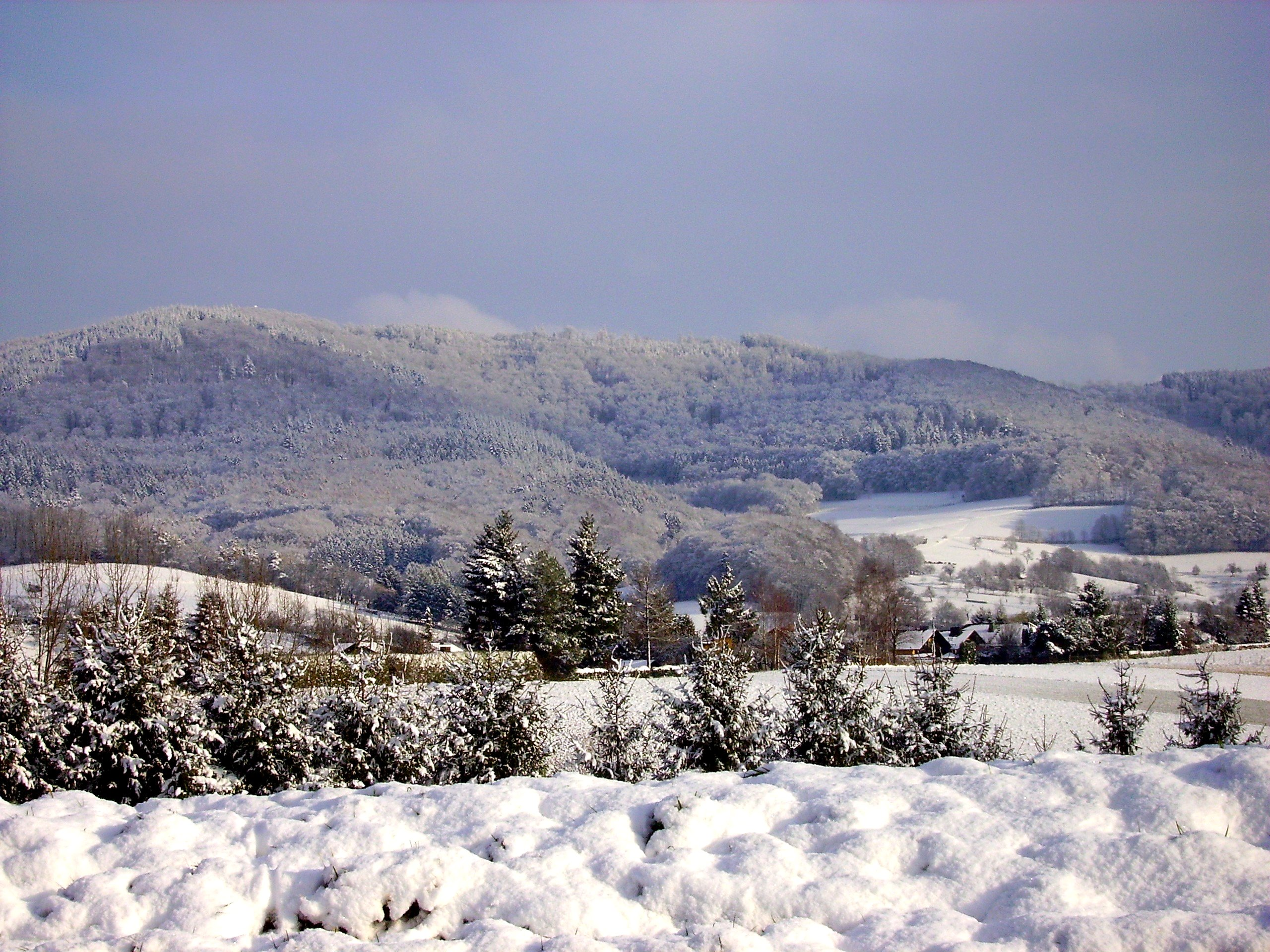
Winterblick auf den Höhenrücken der Tromm

Auf der Tromm befindet sich eine flache, 600 Meter lange Skipiste. Früher war auf den Tromm der längste Skilift des Odenwaldes mit etwa 500 Metern Länge. Die Talstation auf der Tromm wurde jedoch durch einen Blitzeinschlag komplett zerstört. Die Liftanlage selbst ist inzwischen abgebaut. Früher waren auf der Tromm noch 15 weitere Rucksacklifte in Betrieb; sie wurden aber nach und nach wieder abgebaut und in anderen Skigebieten wieder errichtet. Heute befindet sich an der 900 Meter langen Hardbergpiste der längste Skilift des Odenwaldes.